# Josef Stejskal (politik)
Josef Stejskal (6. října 1891 Miletín – 9. června 1942 Pardubice) byl československý politik a meziválečný poslanec Národního shromáždění za Československou stranu národně socialistickou.

## Biografie
V parlamentních volbách v roce 1929 získal poslanecké křeslo v Národním shromáždění. Mandát obhájil v parlamentních volbách v roce 1935. Mandát si oficiálně podržel do zrušení parlamentu roku 1939, přičemž v prosinci 1938 ještě přestoupil do poslaneckého klubu nově ustavené Strany národní jednoty.
Povoláním byl tajemníkem textilních dělníků. Podle údajů z roku 1935 bydlel v Náchodě. Byl popraven nacistickým režimem v Pardubicích. Důvodem bylo údajné schvalování atentátu na Heydricha.